# Paul Doktor

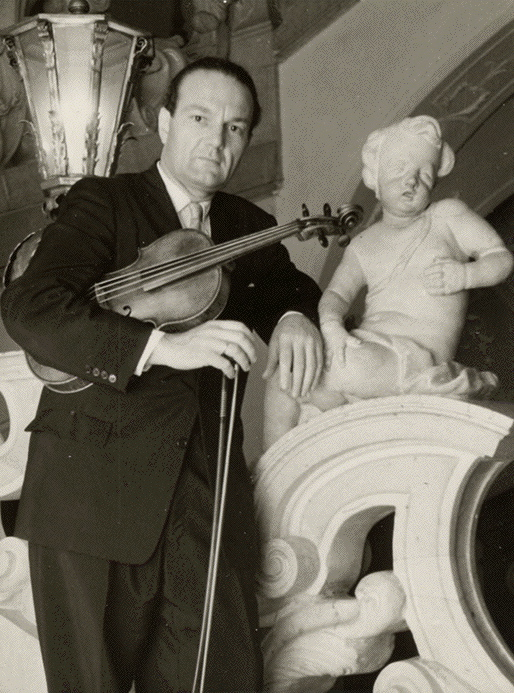
Paul Doktor.

Paul Doktor (Vienna, 28 marzo 1919 – New York, 21 giugno 1989) è stato un violista austriaco naturalizzato statunitense, noto anche come direttore d'orchestra.

## Biografia
Figlio di una cantante-pianista,  Georgine e del violista Carl Doktor, iniziò lo studio del violino all'età di cinque anni con suo padre. Si iscrisse poi al Conservatorio di Vienna dove si diplomò nel 1938. Ancora adolescente, iniziò una serie di tournée come violinista con la Adolf Busch Chamber Orchestra, ma la svolta della sua precoce carriera giunse quando, per una improvvisa indisposizione del secondo violista, nel giro di alcuni giorni dovette studiare per il nuovo strumento, un Quintetto di Mendelssohn che interpretò suonando con il quartetto d'archi di Busch. Il risultato fu così entusiasmante che gli venne chiesto di unirsi al Quartetto Busch per l'esecuzione di una serie di Quintetti di Mozart alla Wigmore Hall di Londra. Da allora in poi, Paul Doktor lasciò lo strumento che il padre aveva scelto per lui, divenendo il primo violista ad aver vinto, all'unanimità, il Primo premio al Concorso internazionale di Ginevra. Egli lasciò Vienna nel 1938 e dal 1939 al 1947 fu viola solista con la Lucerne Symphony Orchestra. Nel 1947 si trasferì negli Stati Uniti divenendo cittadino americano nel 1952. 
Il suo debutto negli Stati Uniti avvenuto alla Biblioteca del Congresso di Washington fu certamente pieno di auspici: "Da molti anni non si ascoltava un violista così competente nelle sale da concerto degli Stati Uniti", commentò il Washington Post. Da allora, egli iniziò ad apparire come solista, in concerti con orchestra e come musicista da camera. Paul Doktor suonò con naturalezza passando dalla musica barocca a quella contemporanea. Con Yaltah Menuhin, propose agli ascoltatori statunitensi un concerto di Johann Christoph Friedrich Bach per viola, pianoforte e orchestra, che aveva scoperto a Parigi. Diede la prima esecuzione mondiale del Concerto per viola and Orchestra di Quincy Porter alla  Columbia University American Music Festival ed incise il Concerto per viola e orchestra di  Walter Piston con la Louisville Orchestra. Suonò anche per la BBC la prima mondiale del "Mediatio di Beornmundo" di Wilfred Josephs, che rieseguì poi a New York per la prima americana.
Oltre che alla carriera di solista, Paul Doktor fu membro fondatore del Rococo Ensemble, del New York String Sextet, del The New String Trio di New York, con il quale registrò diversi Trio di Max Reger e Frank Martin. Un discorso a parte, per la notorietà che ebbe al tempo, va fatto per il Duo Doktor-Menuhin. Esso realizzò lunghissime tournée il tutti gli Stati Uniti, giungendo sino in Alaska. Assieme realizzarono anche quattro film televisivi a carattere didattico per la National Educational Network; questi comprendevano esecuzioni di pagine rare di compositori come Marais, Telemann, Dittersdorf, Beethoven, Schubert, Schumann, Hummel, Berlioz, Brahms e Flackton. Molte di queste opere erano state ristrumentate da Paul Doktor. Paul, assieme a Yaltah, realizzò spesso letture dimostrative e seminari per studenti di strumenti ad arco, che tenne alla Eastman School of Music e alla University of Missouri.
Quando non suonava, insegnò alla Juilliard School, al Mannes College of Music e alla New York University. Insegnò anche alla Philadelphia Musical Academy e alla Farleigh Dickinson University e fu professore ospite al Conservatorio di Montreal. A seguito della sua attività didattica, gli venne assegnato, nel 1977, il premio "Artist-Teacher of the Year", conferito annualmente dall'American String Teachers Association ad un insegnante che si è distinto in sede mondiale.